# Красне озеро (Чернігівська область)
Кра́сне о́зеро (Красна Тоня) — заплавне озеро у Новгород-Сіверському районі Чернігівської області, на лівому березі Десни (басейн Дніпра). 
Довжина понад 2000 м, ширина до 300 м, площа 0,6 км², глибина до 4,5 м. Улоговина видовженої форми. Південні береги підвищені, поросли верболозом, північні — низькі, вкриті лучною рослинністю. Живиться переважно завдяки водообміну з Десною, з якою сполучене протокою. 
Температура води влітку від +18,5 °C на глибині 0,5 м від поверхні, +9, +10,5 °C на глибині 0,5 м від дна. Прозорість води до 1 м. На дні мулисті та піщано-мулисті відклади. 
Серед водяної рослинності — очерет звичайний, лепешняк великий, стрілолист, плавун щитолистий, глечики жовті та кушир занурений. Із риб водяться карась і плітка. У прибережних заростях — гніздування очеретянок, крячків, куликів. 
Красне озеро та його береги — об'єкт туризму; рибальства, мисливства.